# Euphorbia balsamifera
Espèce
Euphorbia balsamifera est une espèce de plantes de la famille des Euphorbiacées, originaire d'Afrique du Nord, depuis les îles Canaries jusqu'en péninsule Arabique. Elle est la plante symbole de Lanzarote.

## Dénomination
Le nom local aux Îles Canaries est Tabaiba dulce.

Le nom balsamum vient du latin balsamum= baume et fero= porter, en référence en une utilisation de la sève sous forme de baume.

## Répartition
Euphorbia balsamifera est réparti depuis les îles Canaries, à travers la moitié sud du Sahara, au sud jusqu'au nord du Nigeria, au Soudan, dans la corne de l'Afrique et la péninsule Arabique jusqu'en Oman et au Yémen.

## Description
C'est un arbuste qui peut atteindre 2 m de haut.
- Les feuilles sont elliptiques lancéolées
- Les inflorescences sont constituées d'une seule fleur au bout de la rosette de feuilles terminales[3].

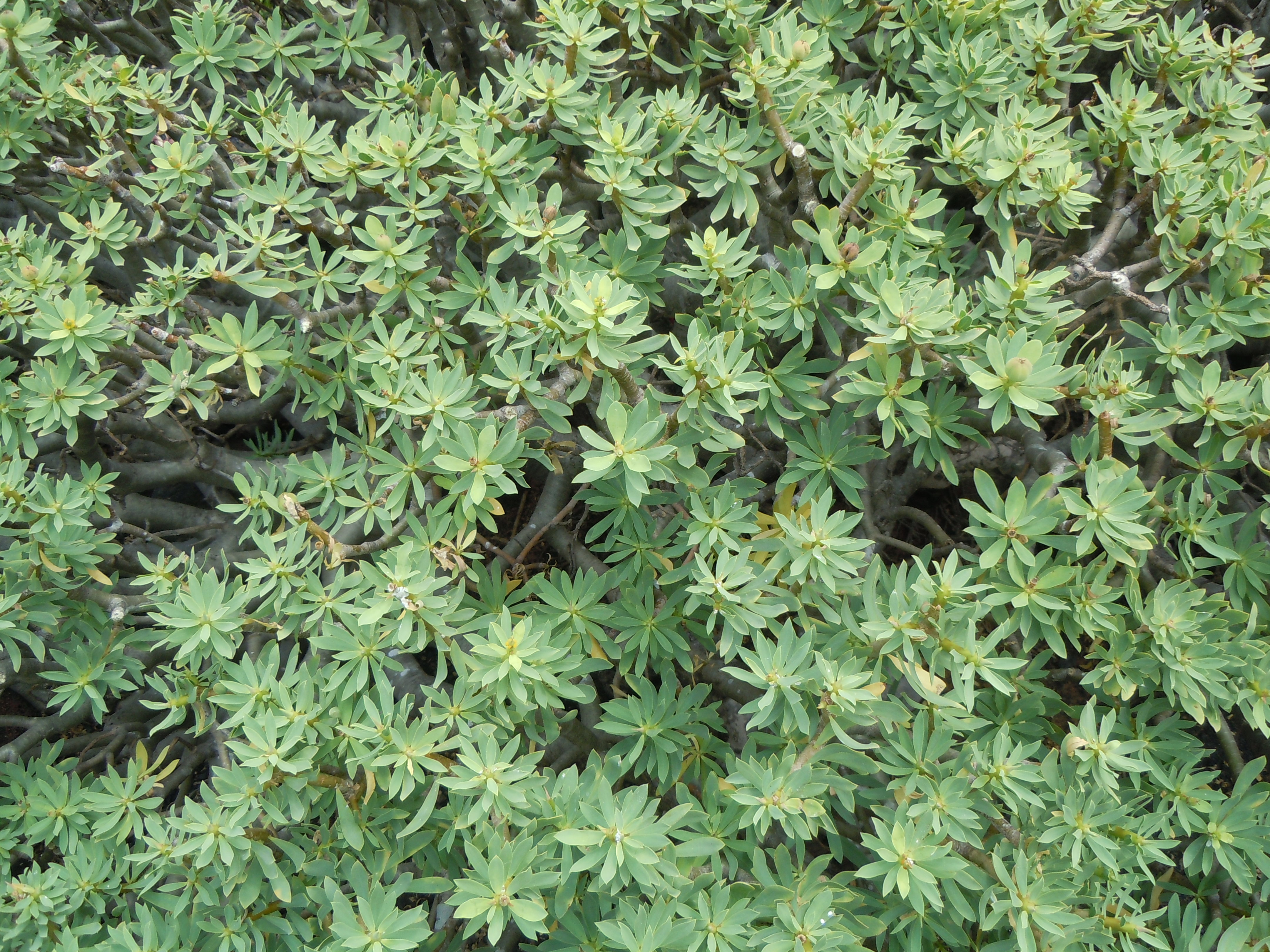
Feuilles en rosette de Euphorbia balsamifera.
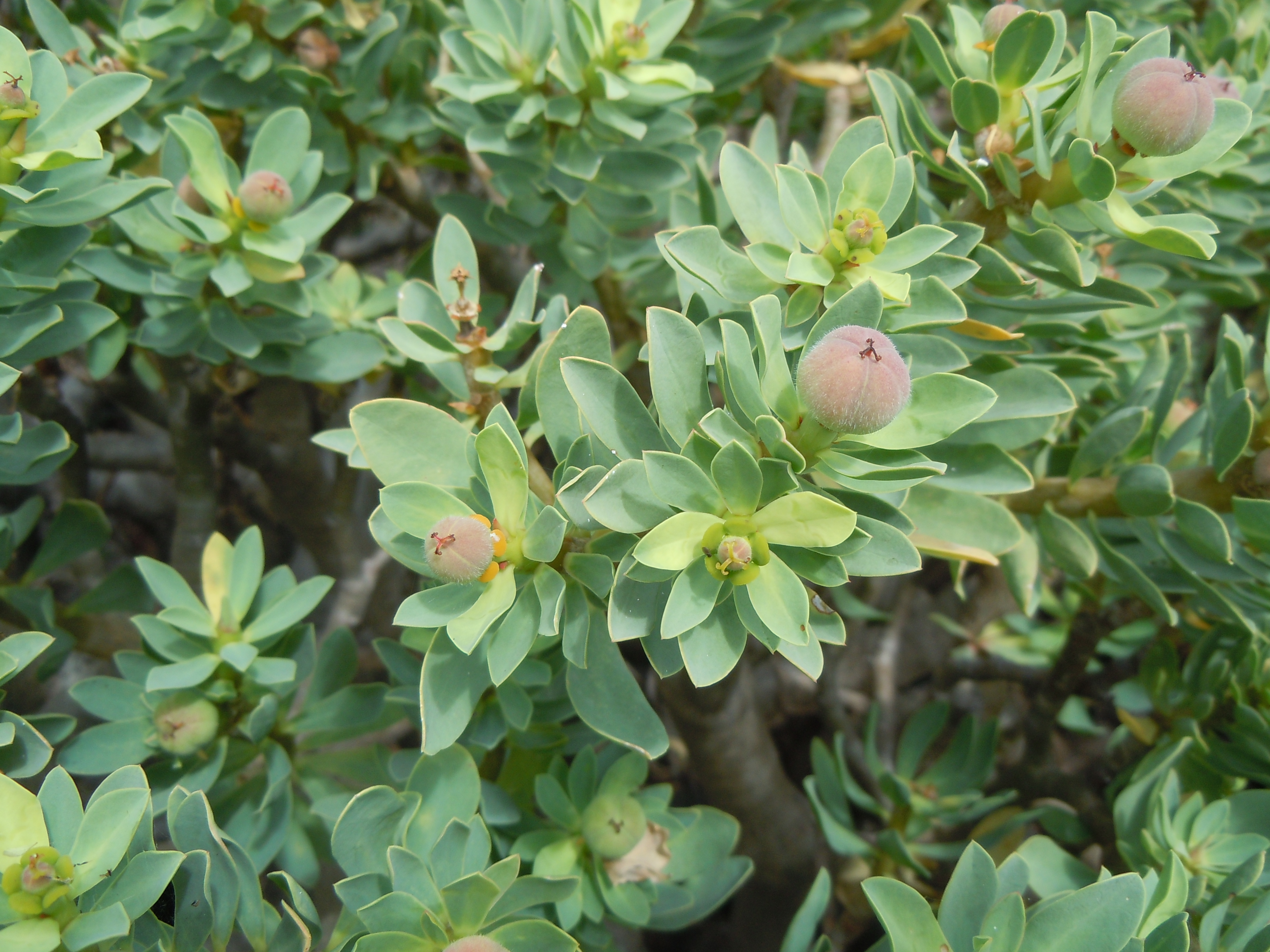
Infructescence unique sur la rosette terminale[2].
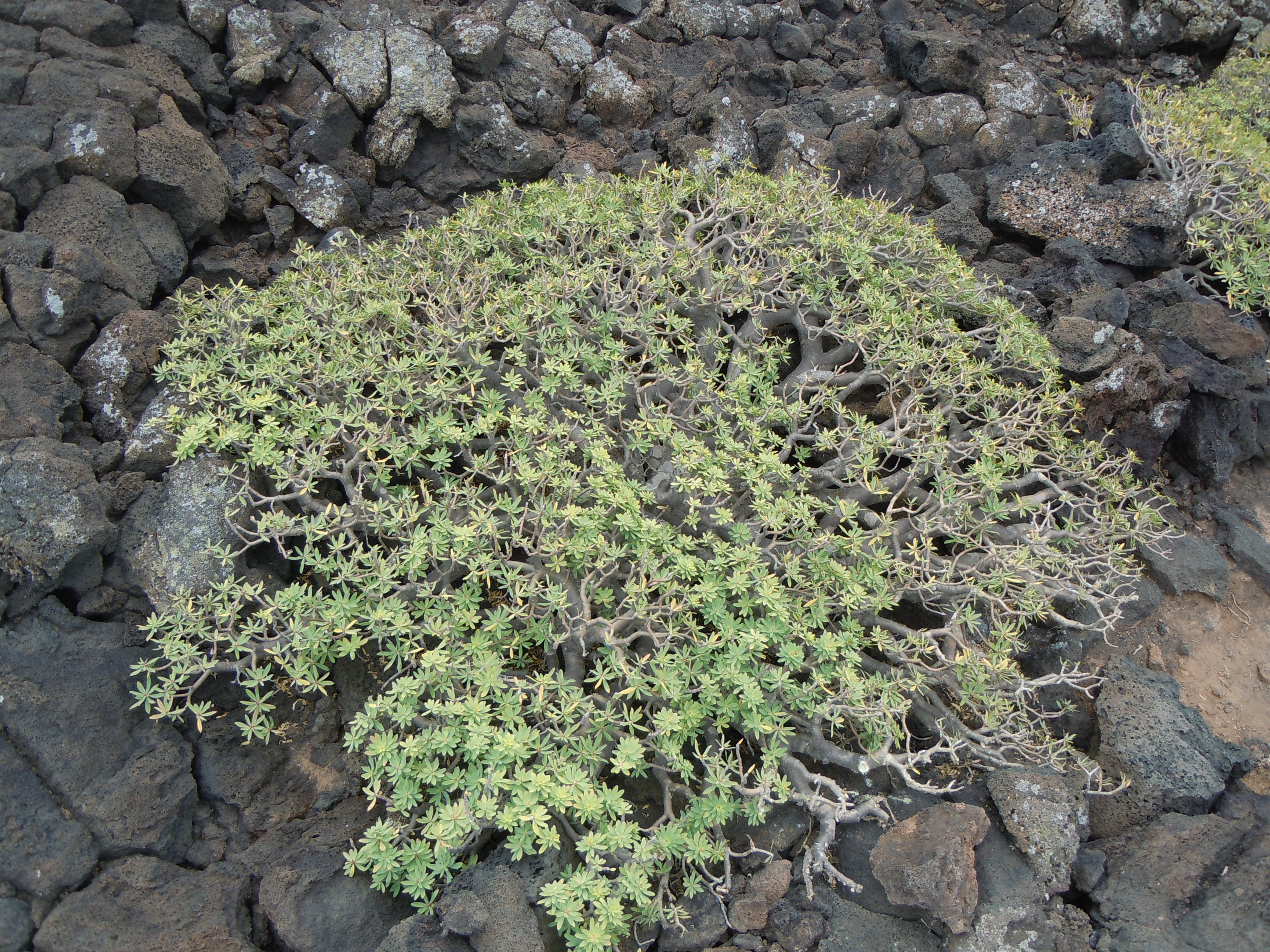
Euphorbia balsamifera, est fréquent dans les champs de lave des Malpais de Lanzarote.

## Utilisation
Le latex était autrefois récolté pour être utilisé en baume pour renforcer les gencives et en anti-inflammatoire.